# 小川郵便局 (埼玉県)
小川郵便局（おがわゆうびんきょく）は埼玉県比企郡小川町にある郵便局。民営化前の分類では集配普通郵便局であった。

## 概要
住所：〒355-0399 埼玉県比企郡小川町青山862-1

## 沿革
- 1872年8月4日（明治5年7月1日） - 小川郵便取扱所として開設[1]。
- 1875年（明治8年）1月1日 - 小川郵便局（五等）となる。
- 1885年（明治18年）7月25日 - 貯金取扱を開始。
- 1890年（明治23年）7月16日 - 為替取扱を開始。
- 1900年（明治33年）3月26日 - 小川郵便電信局となる。
- 1903年（明治36年）4月1日 - 通信官署官制の施行に伴い小川郵便局となる。
- 1955年（昭和30年）3月6日 - 電気通信業務の取扱を小川電報電話局に移管[2]。
- 1956年（昭和31年）11月1日 - 電話通話および和文電報受付事務の取扱を開始。
- 1958年（昭和33年）4月1日 - 竹沢簡易郵便局の廃止に伴い、取扱事務を承継。
- 1971年（昭和46年）9月30日 - 東武東上線を経由する鉄道郵便輸送（東京寄居線）が廃止[3]。専用自動車に転換。
- 1976年（昭和51年）7月16日 - 小川角山簡易郵便局の廃止に伴い、取扱事務を承継。
- 1977年（昭和52年）9月12日 - 小川町小川から同町青山に移転。
- 1986年（昭和61年）3月10日 - 東秩父郵便局から集配業務を移管。
- 1990年（平成2年）8月1日 - 下里簡易郵便局の一時閉鎖[4]に伴い、取扱事務を承継。
- 1992年（平成4年）10月12日 - 玉川郵便局および都幾川郵便局から集配業務を移管。
- 1998年（平成10年）9月1日 - 外国通貨の両替および旅行小切手の売買に関する業務取扱を開始。
- 2007年（平成19年）10月1日 - 民営化に伴い、併設された郵便事業小川支店に一部業務を移管。
- 2012年（平成24年）10月1日 - 日本郵便株式会社発足に伴い、郵便事業小川支店を小川郵便局に統合。

## 取扱内容
- 郵便、印紙、ゆうパック、内容証明
- 貯金、為替、振替、振込、国際送金、国債、投資信託
- 生命保険、バイク自賠責保険、自動車保険
- ゆうちょ銀行ATM
- 比企郡小川町内、同郡ときがわ町内、および秩父郡東秩父村内の集配業務
- ゆうゆう窓口

## 周辺
- 小川町立図書館
- 国道254号
- 槻川

## アクセス
- JR八高線、東武東上線 小川町駅から徒歩約11分
- イーグルバス 相生町停留所下車
- 関越自動車道 嵐山小川ICから南西へ約6km
- 駐車場あり：18台